# Десанка Ђорђевић
Десанка Деса Ђорђевић (1927–2011) била је члан Националног ансамбла народних игара и песама „Коло“, једна од најпознатијих кореографа српског фолклора, предавач и педагог традиционалних игара.

## Биографија
Рођена је 1927. године у Гомирју, Горски Котар (данашња Хрватска), у породици железничког службеника. Због природе очевог посла породица се често мењала средину, да би 1941. године из Бањалуке се доселила у Београд. У Београду је по завршетку Друге женске гимназије, студирала на Филолошком факултету, на којем је апсолвирала енглески, немачки и француски језик.
Као аматер, своју играчку каријеру је започела 1946. године у друштву „Бранко Цветковић“, из којег после две године је засновала радни однос у Уметничком ансамблу Народне армије као играч. Убрзо прелази у новоосновани професионални ансамбл Коло, у којем је остала до краја професионалне каријере, у почетку као играч, солиста, групни певач, а наставила као врсни педагог као асистент и кореограф до функције помоћника директора ансамбла.

## Кореограф и педагог
Као кореограф поставила је више од 40 кореографија у 140 друштава у земљи и иностранству, а као педагог и предавач одржала је преко 178 семинара народних игара по Србији и широм света. Такође је и ауторка објављених збирки народних игара Србије.
Била је добитница многих домаћих и страних признања и награда, Награде за животно дело „Коло“, као и међународне награде за истакнутог кореографа „Светски Оскар фолклора“.
У знак поштовања према раду Десанке Ђорђевић, у Београду је основан Центар за очување традиционалне културе који носи њено име.
Умрла је 2. децембра 2011. године у Београду.